# Lado (uva)
Lado es una variedad de uva (Vitis vinifera) blanca española. Es una vid actualmente muy escasa, que se intenta recuperar. Se usa como complementaria de otras variedades. Produce vino blanco ligero, aromático y ácido. Es originaria de Galicia. Según la Orden APA/1819/2007, por la que se actualiza el anexo V, clasificación de las variedades de vid, del Real Decreto 1472/2000, de 4 de agosto, por el que se regula el potencial de producción vitícola, lado se considera variedad recomendada para la comunidad autónoma de Galica. Se cultiva en la denominación de origen Ribeiro. 